# Салицилат лития
Салицилат лития — химическое соединение,
соль лития и салициловой кислоты с формулой LiC6H4(OH)COO,
бесцветные кристаллы,
растворяется в воде.

## Физические свойства
Салицилат лития образует бесцветные кристаллы.
Хорошо растворяется в воде и этаноле.

## Применение
- Используется в фармакологии.